# Teodora I. Tuskulská
Teodora I. Tuskulská nebo též Theodora I. z Tuskula, či Theodora starší, († po roce 916) byla manželka římského senátora a urozeného pána Teofylakta I. Tuskulského a s tituly senatrix nebo vestaratrix se podílela na vládě v Římě. Měla také značný vliv na odvolání papeže Sergia III. a zvolení Jana X. za jeho nástupce.
Byla matkou vlivné Marozie a Teodory II. (mladší).

## Život
Soudobé prameny o Teodoře hovoří buď jako o počestné ženě, nebo naopak jako o nebezpečné a zlomyslné osobě. O jejím silném vlivu na tehdejší politické dění píše zřejmě pouze cremonský biskup Liutprand. Vliv, který měla uplatňovat prostřednictvím svého manžela, však nelze dostatečně doložit a výtky o zhýralém způsobu života té doby, zvané sæculum obscurum, lze sotva přičítat pouze osobám Teodory nebo její dcery Marozie.